# Amazigh Kateb
Pour les articles homonymes, voir Kateb.
Amazigh Kateb est un auteur-compositeur-interprète, chanteur et joueur du Guembri algérien, né le 16 septembre 1972 à Staoueli dans la wilaya d'Alger.
Arrivé en France en 1988, il est la figure principale du groupe grenoblois, Gnawa Diffusion (groupe né en 1992) et fils du célèbre écrivain Kateb Yacine,, un pionnier de la littérature algérienne moderne.
Il mélange les styles traditionnels africains tels que le gnawi, chaâbi et raï, ainsi que des styles plus internationaux comme le hip-hop, rock, reggae, ragga et electro.

## Gnaouas ou Gnawas
Les Gnaouas ou Gnawas sont, uniquement pour une partie d'entre eux, des descendants d'anciens esclaves issus de populations d'origine d'Afrique noire (Sénégal, Soudan, Guinée).
Le terme de Gnawa se réfère aussi à une population qui regroupait des rois éthiopiens déchus par la colonisation européenne, qui s'étaient installés en Guinée.
La musique Gnawa (pluriel du mot « Gnawi », veut dire les gens de « Guinée ») est une musique noire africaine qui a été exportée vers le Maghreb (essentiellement vers l'Algérie et le Maroc) où elle a été intégrée aux rythmes locaux d'influence arabe, berbère ou turque.
Amazigh revendique d’ailleurs l’africanité et le mélange de cultures de l’Algérie, qui n'est ni blanche ni noire.

## Biographie
Il est né le 16 septembre 1972 à Staoueli dans la wilaya d'Alger.  En 1988 il suit son père en exil politique à Grenoble, en France. Il est le demi- frère de Djazia Satour.
En 1992, il fonde le groupe Gnawa Diffusion.
Il participe à la bande originale du long métrage Salut cousin ! de Merzak Allouache, sorti en 1996.
Il compose la musique du court métrage « La dévoilée femme » de Hamid Krim (utilisant le nom Hamid Tassili), sorti en 1998
En 1999, est publié, Minuit passé de douze heures : écrits journalistiques, 1947-1989, où il a réuni, avec la collaboration de Zebeida Chergui, des écrits de son père.
En 2003, il est président de l'association Avenir et mémoire.
Amazigh Kateb a quitté le groupe de ses débuts pour se lancer dans une carrière solo depuis 2007, afin de se consacrer plus à ses projets personnels, notamment celui de travailler quelques textes de son défunt père en chanson.
De 2005 à 2010 il participe au documentaire musical Tagnawittude réalisé par Rahma Benhamou El Madani et sorti en 2010.
En 2006, il participe au groupe Désert Rebel pour lesquels il chante et joue du gumbri.
Il annonce la sortie de son premier album, Marchez noir pour le 17 octobre 2009, date symbolique, en référence au Massacre du 17 octobre 1961.
En 2014, il enfile pour la première fois la veste du comédien en jouant Nouredine, le rôle principal, aux côtés de Rachida Brakni, dans l'adaptation cinématographique du roman d'Arezki Mellal, Maintenant ils peuvent venir sorti en 2015.
En 2015 il commence une tournée en trio avec Karim Ziad, batteur et chanteur et Ptit Moh (Mohamed Abdenour qui jouait également dans Gnawa Diffusion), joueur de mandole et de oud.
Le 9 octobre 2015, il joue au 5e OCT-LOFT Jazz Festival à Shenzhen, en Chine et prépare, avec Karim Ziad, un album pour février 2016,.

## Discographie
Liste contenant ses œuvres publiée sous son nom ou sous le nom du groupe Gnawa Diffusion :
- 1993 : Légitime différence (GDO Records)
- 1997 : Algeria (7 Colors Music / Melodie) (OCLC 51845063), (OCLC 766990823), (OCLC 743124551)
- 1999 : Bab El Oued Kingston (7 Colors Music / Musisoft)[2] (OCLC 872164849)
- 2002 : DZ Live (Next Musique) (OCLC 742852869)
- 2003 : Souk System (Warner) (OCLC 742930393), (OCLC 63118459)
- 2007 : Fucking Cowboys (D'JAMAZ Production)
- 2009 : Marchez noir (Iris Music/Harmonia Mundi) (OCLC 555846631)
- 2010 : Hors contrôle (Naïve) (OCLC 742991279)
- 2012 : Shock el Hal (Kamiyad / L'autre distribution)

## Filmographie
- 1996 : Salut cousin !, long métrage de Merzak Allouache « Salut cousin ! » (présentation de l'œuvre), sur l'Internet Movie Database (bande originale)
- 1998 : La Femme dévoilée, court métrage de Rachida Krim et Hamid Tassili (compositeur)
- 2010 : Tagnawittude, documentaire de Rahma Benhamou El Madani « Tagnawittude » (présentation de l'œuvre), sur l'Internet Movie Database (co-réalisateur, compositeur)
- 2014 :  L'Oranais, un chanteur dans un bar.
- 2015 : Maintenant ils peuvent venir, long métrage de « Maintenant ils peuvent venir » (présentation de l'œuvre), sur l'Internet Movie Database (comédien)